# مارتين راميريز (لاعب كرة قدم)
مارتين راميريز (بالإسبانية: Martín Ramírez)‏ هو لاعب كرة قدم بيروفي، ولد في 20 يناير 1964. شارك مع منتخب بيرو لكرة القدم.

## وصلات خارجية
- مارتين راميريز (لاعب كرة قدم) على موقع قاعدة بيانات كرة القدم.إي يو (الإنجليزية)
- مارتين راميريز (لاعب كرة قدم) على موقع ناشيونال فوتبول تيمز (الإنجليزية)